# 下超
下超（英語：downlap）为不整合面上的地层向盆地方向的超覆，通常出现在海平面相对下降时期。水平地層在這傾斜面上的尖灭點在盆地方向超越了下一層的尖灭點。